# エメリヤン・プガチョフ

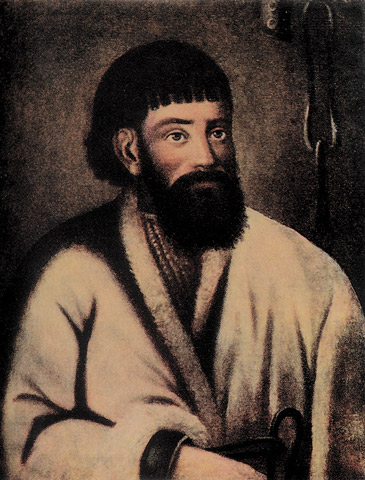
エメリヤン・プガチョフ

エメリヤン・イヴァーノヴィチ・プガチョフ（ロシア語: Емелья́н Ива́нович Пугачёвイェミェリャーン・イヴァーナヴィチュ・プガチョーフ；1740年 (1742年) - 1775年1月21日）は、エカチェリーナ2世治世時代にヴォルガ川流域で起こったコサック暴動・プガチョフの乱の首謀者。ピョートル3世を自称した偽皇帝でもある。

## 生涯
エメリヤン・プガチョフは、1740年（あるいは1742年）、ヤイク川（この反乱後、ロシア語名がウラル川に変更される）地方のドン・コサックの小地主の息子として生まれ、1758年にコサックの娘と結婚すると七年戦争や第1次露土戦争などにコサック軍で出征する。陣中では優秀なコサックとして頭角を表し、指揮職のひとつ、少尉（「ホルーンジイ」）に任ぜられている。ベンデルの包囲戦のあと傷病兵となり、姉の夫の逃亡計画に加担したことをきっかけに、数年を放浪して過ごす。そのため何度か逮捕される。1773年以降、古儀式派の教えに触れ、信仰するようになる。
プガチョフは、農奴制廃止を掲げ、政府に隠れ密かにロシア帝政を真似て軍隊や官僚機構を作り上げた。プガチョフ自身は文盲であったが、大学や諜報機関まで作った。有能な軍の指揮官を集め、彼らは偽名を使って行動した。また、飴と鞭を使い分けて軍の増強に努め、各世帯から徴兵も実施した。サラヴァト・ユラーエフなどバシキール人、チュヴァシ人、チベット仏教を信奉するカルムイク人などの少数民族や、工場労働者・炭鉱夫もプガチョフの軍に加わった。また、皇帝による教会の統制が増し農村で終末論的雰囲気が醸成される中で、プガチョフは進んで司祭やイスラムのムッラーなど宗教指導者を多く引き入れた。彼らが、プガチョフこそが救世主である、というプロパガンダを農村に広めていった。1773年9月、反乱はプガチョフにつき従う数十名のコサックによって始められ、9月26日にはニジニオジョールノイ要塞が陥落した。
武装蜂起は初期の段階では、オスマン帝国との露土戦争 (1768年-1774年)で疲弊した農民の不満を背景に成功し、プガチョフは「自分はピョートル3世である」と僭称(偽皇帝)して、農奴制からの解放を宣言した。プガチョフの乱は農奴制の軛に苦しむロシア農奴だけでなく、ドン・コサックや古儀式派の信者などの混成軍であった。エカチェリーナ2世は当初、事態を全く軽視しており、プガチョフの首にほんの小額の懸賞金を賭けた程度だった。
プガチョフの反乱軍は、10月オレンブルクを包囲（オレンブルク包囲戦）、サクマーラを制圧する。11月ユゼーボイの戦い。12月ヤイツク（現オラル）を包囲（ヤイツク城郭包囲戦）。1774年の初めまでに、プガチョフはヴォルガ川とウラル山脈にまたがるほぼ全域を掌握したが、急速な領域の拡大は却って戦力を分散させる結果となる。
オレンブルクの包囲は、ペトロ・ゴリツィン公指揮の政府軍によって（タチシェヴォイの戦い、1774年3月）、1774年4月にはプガチョフ軍の大敗に終わっている（サクマーラの戦い）。1774年7月、名高いカザンの戦いが、ヴォルガ川の町・カザンのカザン・クレムリンで行われ、プガチョフ率いる25,000人の反乱軍は初戦で皇帝軍を撃破し皇帝軍からは造反者も続出、プガチョフ軍はカザンを占領する。しかし、ミヘリソーン中佐の増援部隊が到着した皇帝軍は体制を立て直し、反乱軍を敗走させた。プガチョフら500人となった残党は、ツァリョヴォコクシャイスク（今のヨシュカル・オラ）へ逃げ延びる。この戦いで、プガチョフの妻や子供たちは捕らえられ、「プガチョフは農民がどこかで今も生きていると信じていたピョートル3世その人ではない」と証言する。地理的な兵站の困難さが乱の鎮圧に手こずった原因であったが、1774年8月にはツァリーツィン（後のスターリングラード、今のヴォルゴグラード）の戦い（ソレニコヴォイ・ヴァタギの戦い）で鎮圧に成功、ペンザも奪い返し、乱は終息した。
プガチョフはウラル山脈に逃げるも、反乱当初から付き従ってきたヤイク・コサック（ウラル・コサック）の裏切りに遭い、9月14日に捕らえられた。アレクサンドル・スヴォーロフはプガチョフをシンビルスク（今のウリヤノフスク）に収監、さらに鉄の檻に入れモスクワに送った。プガチョフとその仲間は1775年1月21日にモスクワで公開処刑された。首を刎ねられた遺体はモスクワを引き回され、四つ裂きにされた。

## 家族
エメリヤン・プガチョフは、ロシア帝国のドン州、「小ロシア人の集落」と呼ばれたジモヴェーイスカヤ集落で、ドン・コサックの家で生まれた。父イヴァン・プガチョフは1762年に、母アンア・プガチョワは1771年に死去した。プガチョフの苗字は、「プーハチ」（ウクライナ語：Пугач、意訳：「木菟」）という祖父ミハイルのコサック渾名に由来する。プガチョフにはデメンテイの兄弟と、ウリャーナとフェドシヤという二人の姉妹がいた。
ロシアの警察が行ったプガチョフの不審尋問によると、プガチョフ家は、古儀式派を信じる多数のドン・コサックやヤイク・コサック（ウラル・コサック）と異なり、当時の公式なロシア正教会の信者であったという。また、プガチョフの息子チモフェイの代父は「小ロシア人のアレクセイ」であった。 
プガチョフは、18歳よりドン・コサック軍で軍役を務め、19歳にドン州イエサウロフスカヤ集落出身のソフィア・ネデュージェヴァと結婚した。